# Enrique II de Namur
Enrique II (1206–1229) fue margrave de Namur de 1226 a su muerte.
Era el tercer hijo de Pedro II de Courtenay, Emperador latino de Constantinopla y de Yolanda de Flandes. Cuando su hermano mayor Felipe, marqués de Namur murió en 1226 sin herederos, su segundo hermano Roberto era ya Emperador latino en Constantinopla, así que Enrique se convirtió en el nuevo Margrave de Namur, bajo la regencia de Enguerrand III, Señor de Coucy.
Cuando su hermano Roberto murió en 1228, Enrique renunció al título de Emperador latino, que fue a su hermano más joven Balduino.
Enrique murió un año más tarde sin descendencia, y  fue sucedido por su hermana Margarita de Namur, esposa de Enrique, conde de Vianden.